# Kanton La Vallée-du-Sausseron
Der Kanton La Vallée-du-Sausseron war von 1976 bis 2015 ein französischer Wahlkreis im Arrondissement Pontoise, im Département Val-d’Oise und in der Region Île-de-France; sein Hauptort war Auvers-sur-Oise.

## Gemeinden
Der Kanton umfasste zwölf Gemeinden:
| Gemeinde            | Einwohner Jahr | Fläche km² | Bevölkerungsdichte | Code INSEE | Postleitzahl |
| ------------------- | -------------- | ---------- | ------------------ | ---------- | ------------ |
| Auvers-sur-Oise     | 6.894 (2013)   | 12,69      | 543 Einw./km²      | 95039      | 95430        |
| Butry-sur-Oise      | 2.241 (2013)   | 2,6        | 862 Einw./km²      | 95120      | 95430        |
| Ennery              | 2.377 (2013)   | 7,43       | 320 Einw./km²      | 95211      | 95300        |
| Frouville           | 369 (2013)     | 7,6        | 49 Einw./km²       | 95258      | 95690        |
| Génicourt           | 498 (2013)     | 6,44       | 77 Einw./km²       | 95271      | 95650        |
| Hédouville          | 253 (2013)     | 5,28       | 48 Einw./km²       | 95304      | 95690        |
| Hérouville-en-Vexin | 610 (2013)     | 8,42       | 72 Einw./km²       | 95308      | 95300        |
| Labbeville          | 593 (2013)     | 8,07       | 73 Einw./km²       | 95328      | 95690        |
| Livilliers          | 386 (2013)     | 6,53       | 59 Einw./km²       | 95341      | 95300        |
| Nesles-la-Vallée    | 1.799 (2013)   | 13,46      | 134 Einw./km²      | 95446      | 95690        |
| Vallangoujard       | 643 (2013)     | 7,6        | 85 Einw./km²       | 95627      | 95810        |
| Valmondois          | 1.200 (2013)   | 4,59       | 261 Einw./km²      | 95628      | 95760        |

## Bevölkerungsentwicklung
| 1968   | 1975   | 1982   | 1990   | 1999   | 2006   | 2011   |
| ------ | ------ | ------ | ------ | ------ | ------ | ------ |
| 11.474 | 13.074 | 13.925 | 15.742 | 17.166 | 17.390 | 17.423 |